# Combate de Pisagua (1891)
El combate y toma de Pisagua  ocurrió el 6 de febrero de 1891 durante la guerra civil chilena entre las fuerzas del Presidente José Manuel Balmaceda, al mando del teniente coronel Mario A. Valenzuela, que ocupaba Pisagua y los revolucionarios congresistas al mando del coronel Estanislao del Canto.
La escuadra congresista formada por los barcos O´Higgins, Amazonas y Cachapoal comenzó el ataque a las 6 de la mañana sobre las tropas en Pisagua. Este cañoneo ocultaba el desembarco de 2 columnas en la caleta de Playa Blanca de 200 hombres. Estos estaban comandados por el teniente coronel Manuel Aguirre. Otra columna de 200 hombres desembarco en Punta Pichalo bajo el mando del mayor Julio R. Moraga.
Las tropas gobiernistas fueron desarmadas, exceptuando la caballería que huyó. 
Las soldados capturados fueron 12 oficiales y 164 soldados, con 6 cañones y 160 fusiles. Las bajas en los gobiernistas fueron 12 muertos y 29 heridos. En los revolucionarios 8 muertos y 10 heridos.